# Pseudogriphoneura melanoptera
Pseudogriphoneura melanoptera är en tvåvingeart som beskrevs av Friedrich Georg Hendel 1926. Pseudogriphoneura melanoptera ingår i släktet Pseudogriphoneura och familjen lövflugor.
Artens utbredningsområde är Peru. Inga underarter finns listade i Catalogue of Life.